# Cheumatopsyche unicalcarata
Cheumatopsyche unicalcarata är en nattsländeart som beskrevs av Wolfram Mey 1992. Cheumatopsyche unicalcarata ingår i släktet Cheumatopsyche och familjen ryssjenattsländor. Inga underarter finns listade i Catalogue of Life.